# سلسلة الأحاديث الصحيحة
سلسلة الأحاديث الصحيحة. للمحدث محمد ناصر الدين الألباني جمع فيها الأحاديث الصحيحة مرتبة على الأبواب الفقهية، ويعتبر هذا الكتاب من أهم كتب الحديث المعاصرة التي تهتم بتحقيق الأحاديث النبوية، بعد أن انتشرت على ألسنة العديد من الناس أحاديث منسوبة للنبي - صلى الله عليه وسلم - واختلط الغث بالسمين، وأصبح الناس في حيرة من أمرهم، فأخذ الألباني على عاتقه تطهير السنة من الأحاديث الضعيفة.